# Gustave Courtois
Gustave-Claude-Etienne Courtois (Pusey, 18 marzo 1852 – Neuilly-sur-Seine, 25 novembre 1923) è stato un pittore francese.

## Biografia
Gustave Courtois, nato in un paesino dell'Haute-Saône, era un figlio naturale e sua madre si dedicò totalmente a lui e alla sua educazione. Ben presto, ancora giovanissimo, egli mostrò un particolare interesse per l'arte, tanto che venne iscritto alla "Scuola municipale di disegno" di Vesoul, in Franca Contea. 
Un giorno i suoi lavori furono fatti vedere al pittore Jean-Léon Gérôme che, nel 1869, gli consigliò di entrare all'École des Beaux-Arts di Parigi. Ciò che egli fece l'anno seguente. Nelle aule del famoso istituto parigino Courtois incontrò un altro studente, Pascal Dagnan-Bouveret, con il quale strinse una grande amicizia che durò per tutta la vita. Dal 1880 i due pittori divisero persino lo stesso studio, un atelier alla moda sito in un elegante sobborgo di Parigi: Neuilly-sur-Seine.
Nel 1882 fu nominato Cavaliere della Legion d'onore.
Nel 1895 espose la tela Il supplizio di san Sebastiano al Salon National des Beaux‐Arts di Parigi.
Insegnò pittura all'Accademia della Grande Chaumière e all'Académie Colarossi di Parigi. Suoi allievi vi furono Gabrielle Achenbach, Minerva Josephine Chapman, Georges d'Espagnat, Maurice Prendergast, Dora Hitz, Amélie Lundahl, la finlandese Elin Danielson Gambogi, Willard Dryden Paddock e Sara Page.
Courtois fu iniziato da Jean Gérôme alla pittura accademica e per tutta la vita rimase fondamentalmente un artista di espressione accademica.
Le sue opere sono esposte nei musei di Besançon, Marsiglia, Bordeaux e del Lussemburgo.
Gustave Courtois morì a Parigi all'età di 71 anni, nel 1923.

## Galleria d'immagini

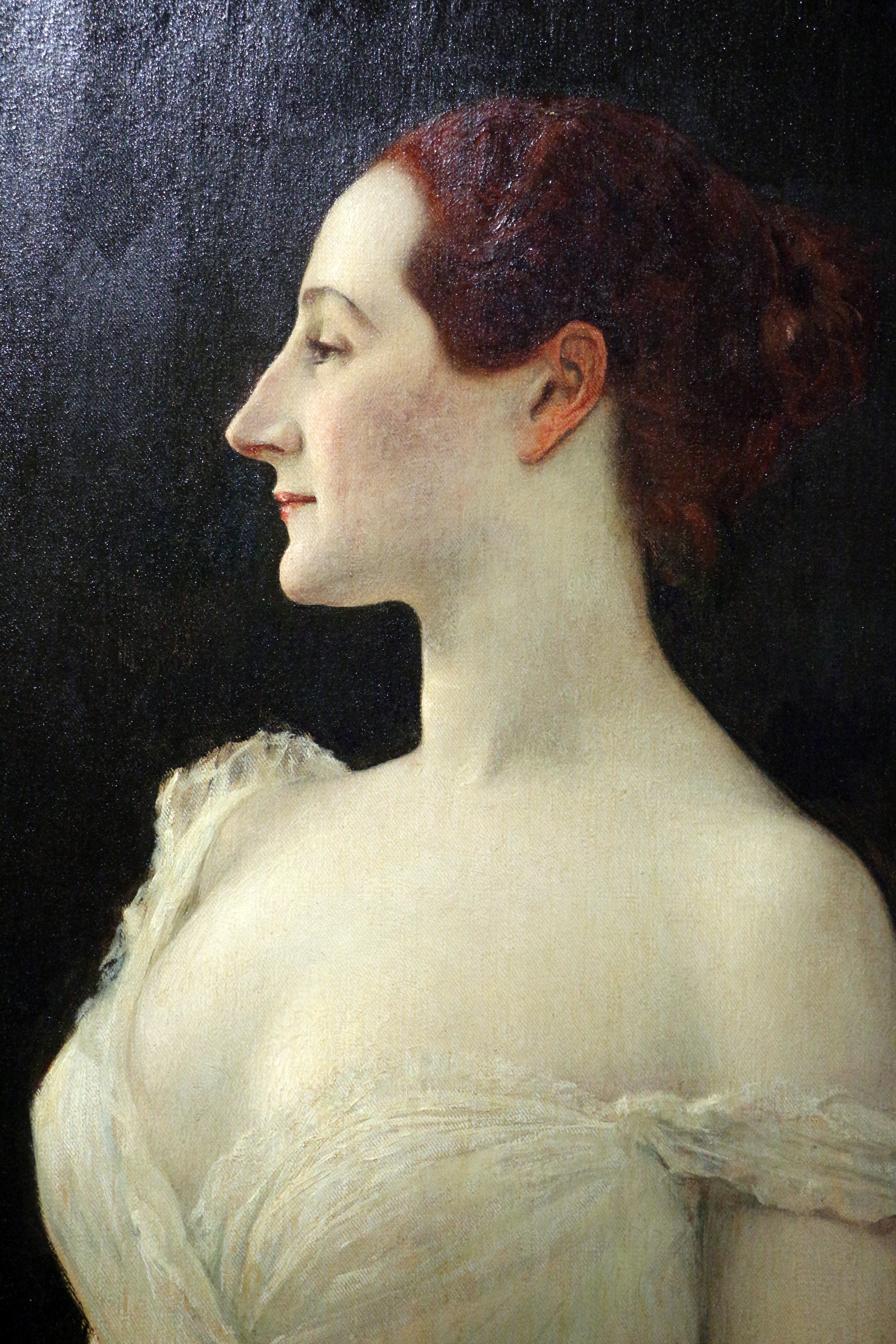
Madame Gautreau, 1891
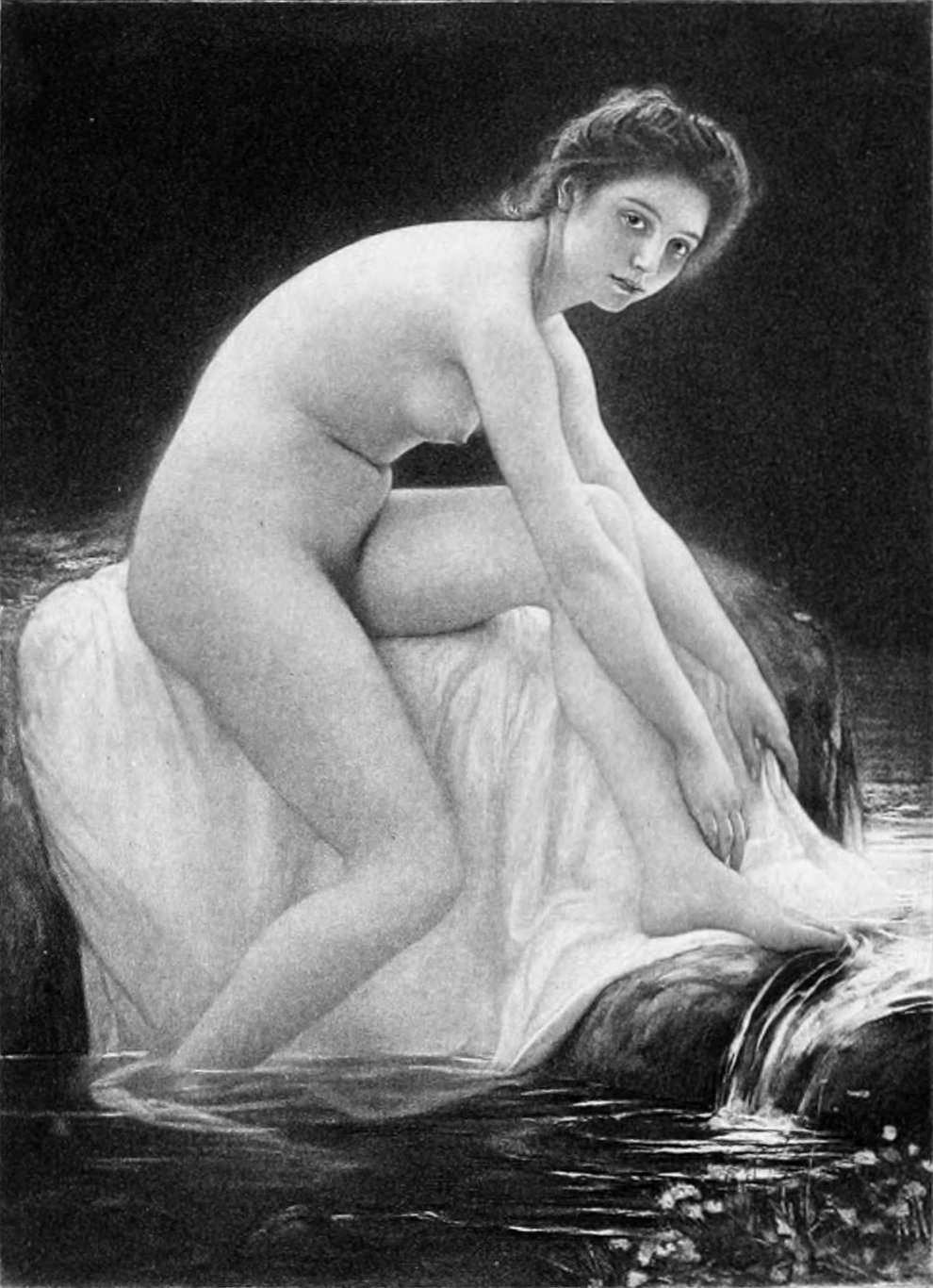
Giovanetta alla sorgente
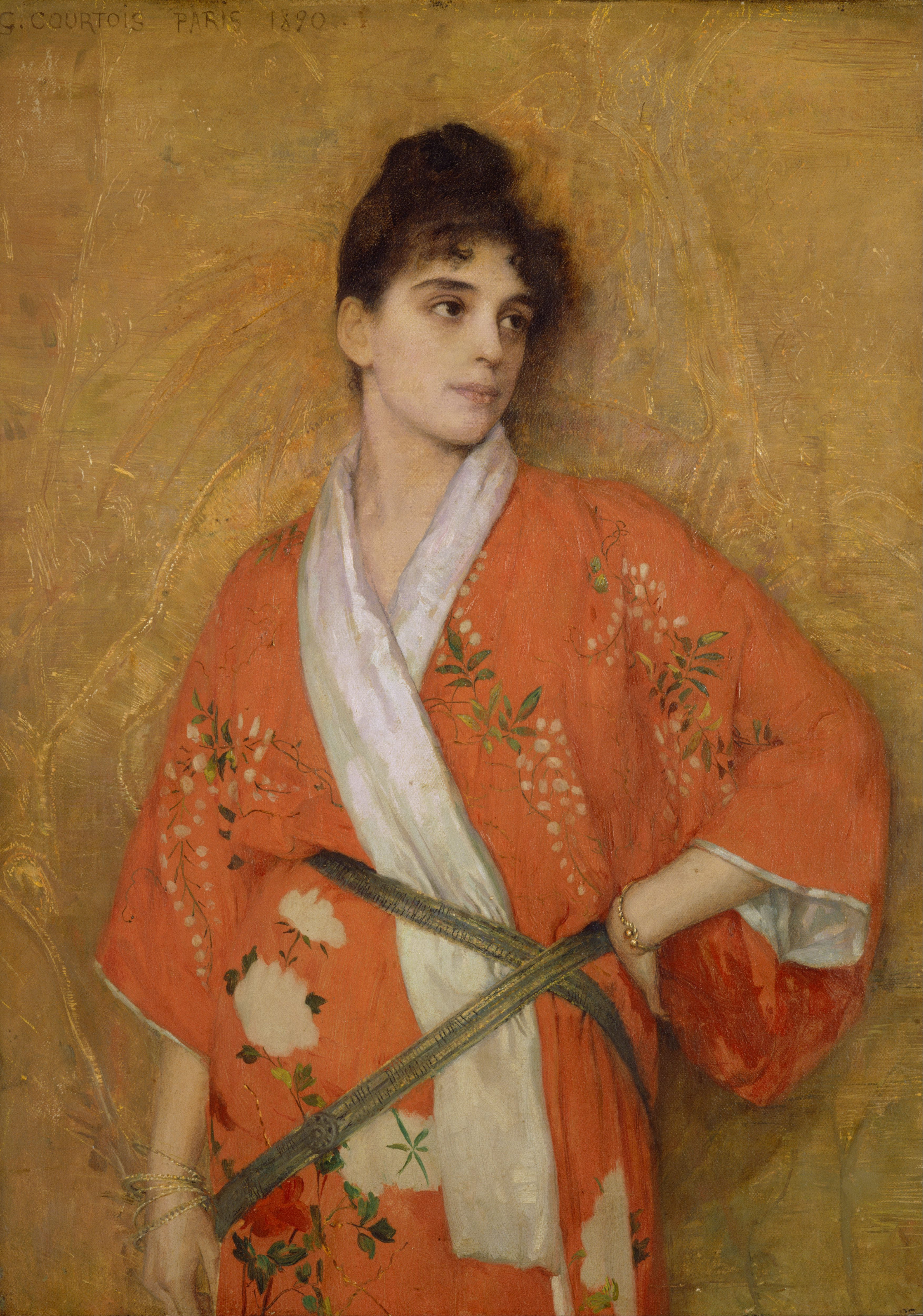
Ragazza in kimono, 1890
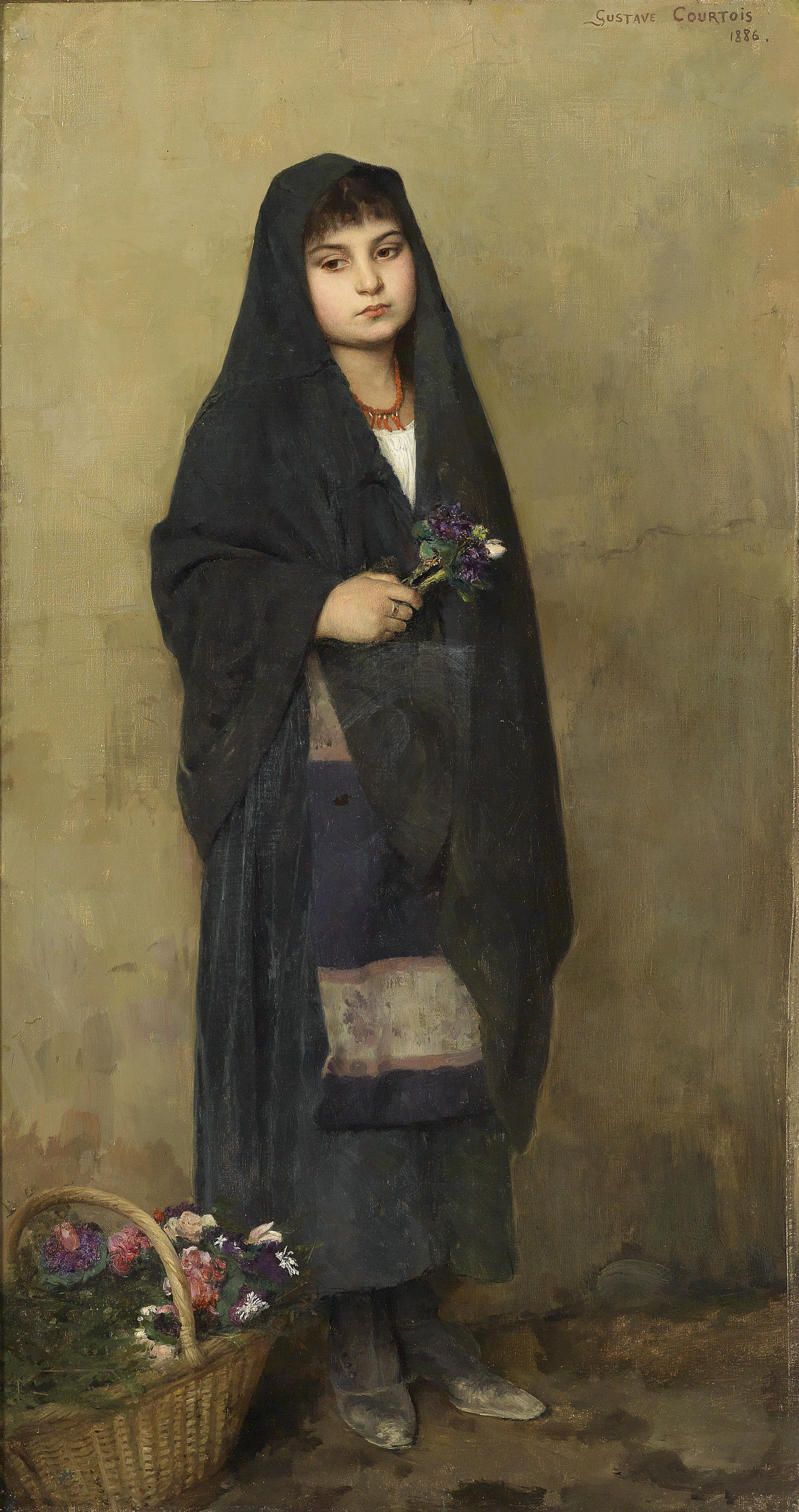
La fioraia, 1886
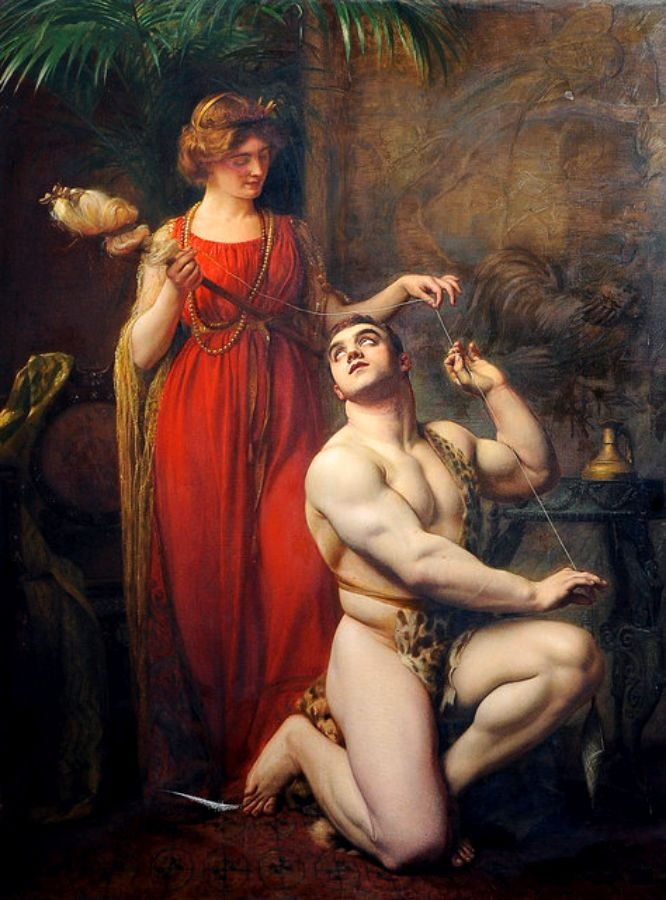
Ercole ai piedi di Onfale, 1912
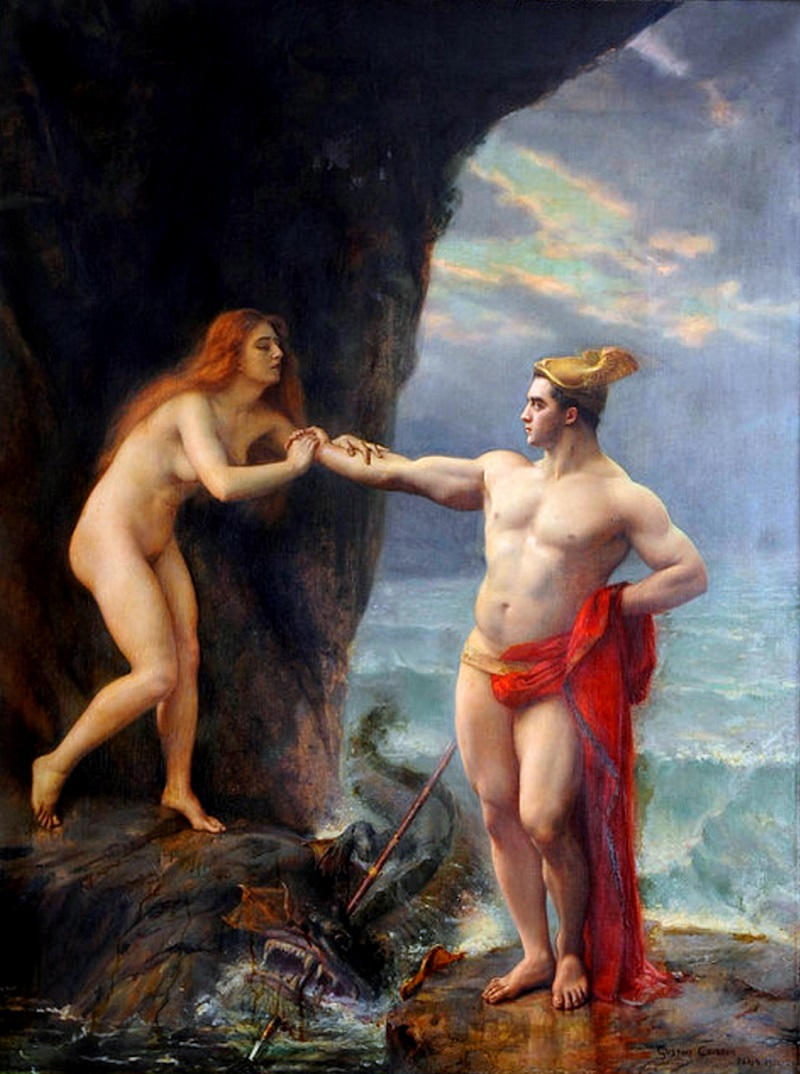
Perseo lascia Andromeda, 1913
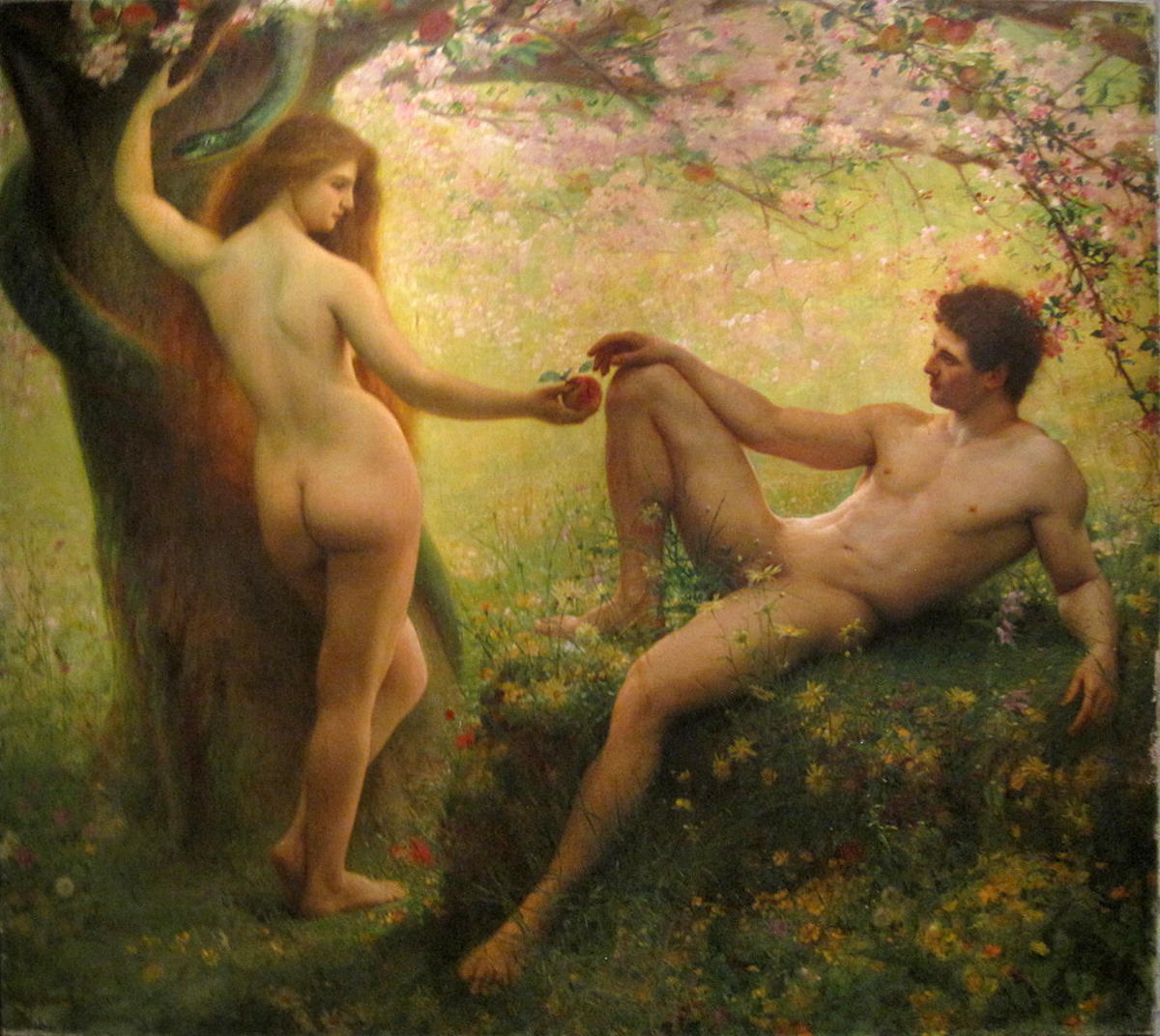
Adamo ed Eva